# Osteria Fratelli Menghi
L'osteria Fratelli Menghi, également appelée osteria dei Pittori, est une osteria historique de Rome et un lieu de rencontre pour les peintres, les acteurs, les musiciens et les écrivains, ouverte principalement entre 1940 et 1970. Elle était située au 57 de la Via Flaminia, où se trouve aujourd'hui le caffè dei Pittori, à 300 mètres de la Piazza del Popolo.
Italo Calvino a décidé d'écrire son roman Le Baron perché (1957) en écoutant, au cours d'une des nombreuses soirées de 1950 passées à l'Osteria Fratelli Menghi, l'aventure de l'artiste américain Salvatore Scarpitta (it) qui a inspiré l'ouvrage.

« Les frères Menghi, aubergistes avides avant tout de nuits aventureuses et de discussions sans fin, accordaient un crédit sans garantie à tous les jeunes talents de l'art abstrait et d'avant-garde, leurs compagnons et amis. Ils ont ainsi sauvé une œuvre d'art italienne de la triple censure (du marché, du gouvernement, du réalisme socialiste) »

— Ugo Pirro,.

## Liste de certains habitués

### Peintres et sculpteurs
- Carla Accardi[5]
- Arnaldo Bartoli[6]
- Afro Basaldella[7]
- Andrea Cascella[8]
- Pietro Cascella[9]
- Pietro Consagra[10]
- Antonio Corpora[5]
- Piero Dorazio[11]
- Gianni Dova[12]
- Otto Geleng[6]
- Leoncillo Leonardi[5]
- Mino Maccari[6]
- Mario Mafai[10]
- Giovanni Omiccioli[10]
- Pablo Picasso[13]
- Antonio Sanfilippo[14]
- Franco Emanuel Solinas[15]
- Giulio Turcato[5]
- Emilio Vedova[12]

### Acteurs de cinéma et de théâtre
- Folco Lulli[9]
- Oretta Fiume[16]
- Anna Magnani[17]
- Vincenzo Talarico (en)[6]

### Réalisateurs et scénaristes
- Michelangelo Antonioni[8]
- Giuseppe De Santis[15]
- Vittorio De Sica[18]
- Federico Fellini[8]
- Ennio Flaiano[6]
- Luigi Magni[19]
- Carlo Mazzacurati[6]
- Lucia Mirisola[20]
- Giuliano Montaldo[15]
- Mario Monicelli[15]
- Giuseppe Patroni Griffi[19]
- Glauco Pellegrini[9]
- Ivo Perilli[9]
- Elio Petri[15]
- Ugo Pirro[21]
- Gillo Pontecorvo[19]
- Roberto Rossellini[17]
- Rodolfo Sonego[22]
- Florestano Vancini[23]
- Cesare Zavattini[18]

### Journalistes et écrivains
- Palma Bucarelli[12]
- Italo Calvino[2]
- Vincenzo Cardarelli[10]
- Vittorio Gorresio[24]
- Francesco Jovine[8]
- Lucio Manisco[25]
- Miriam Mafai[26]
- Alberto Moravia[10]
- Giovanni Pirelli[5]
- Gianni Rodari
- Luigi Silori[27]
- Emilio Villa[12]